# Kloster Roschen

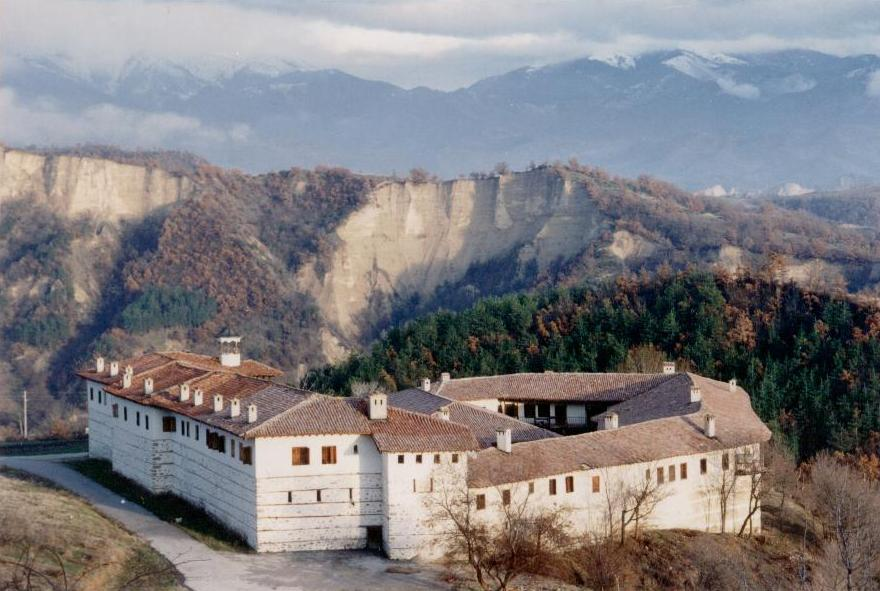
Roschenkloster – Gesamtansicht der Westseite mit dem Piringebirge im Hintergrund

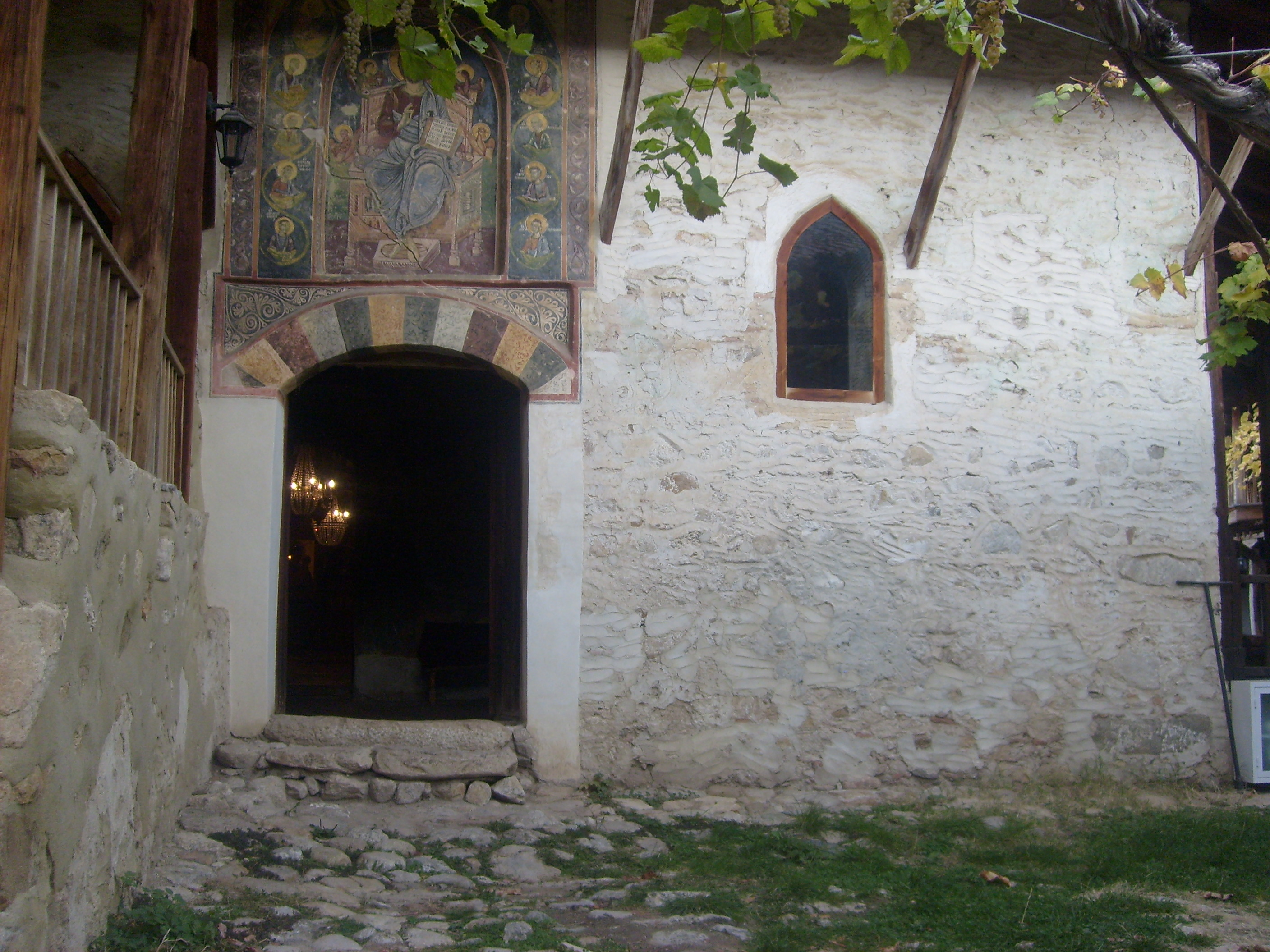
Eingang zur Klosterkirche

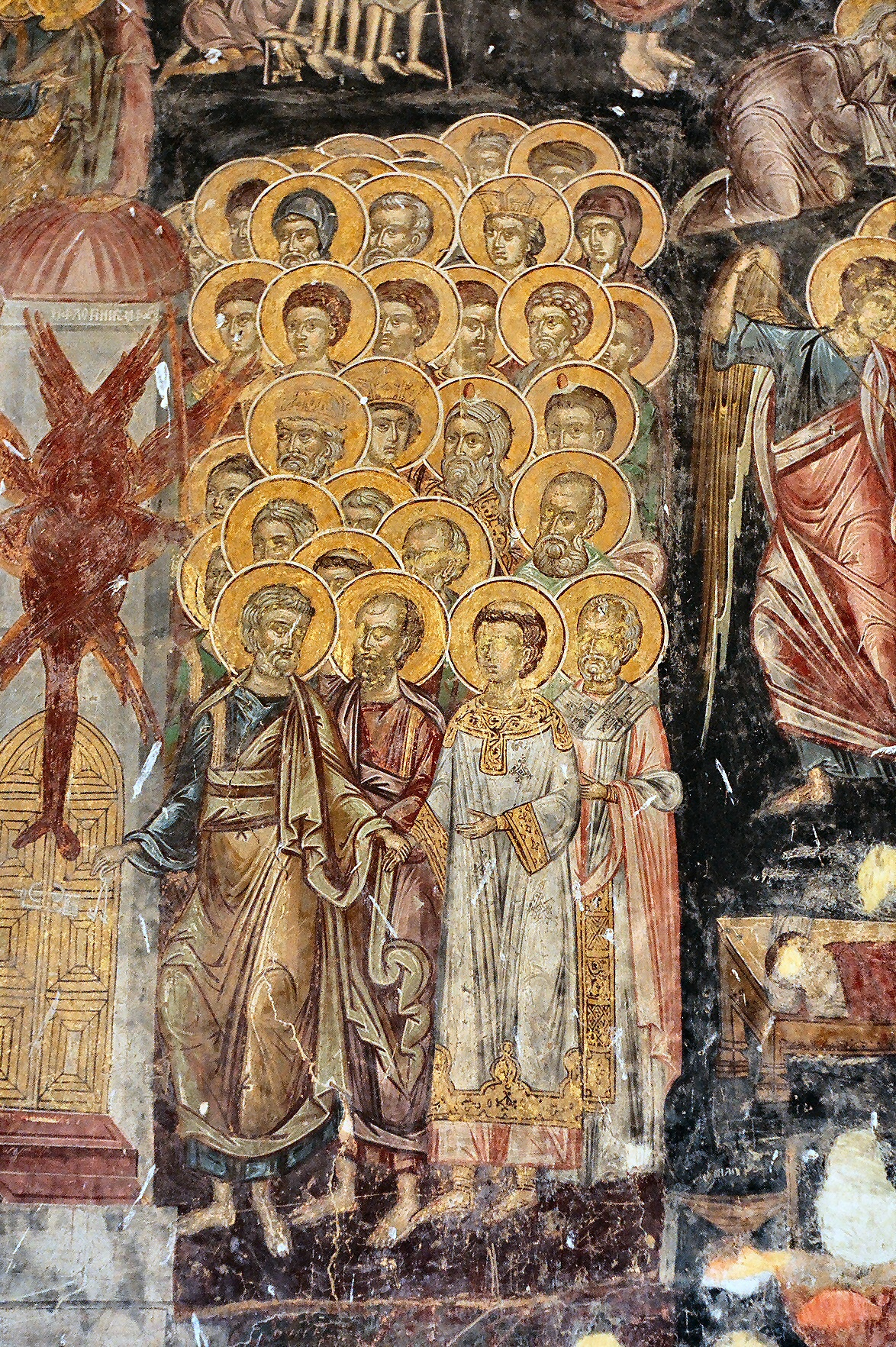
Fresko im Kloster Roschen

Das Kloster Roschen (bulgarisch Роженски манастир Roschenski manastir) ist das größte Kloster in der Umgebung des Pirin-Gebirges im Südwesten Bulgariens und eines der schönsten Klöster des Landes. Der eigentliche kirchliche Name des Klosters ist Kloster „Heilige Geburt der Gottesmutter Mariä“ (Свето Рождество Богородично Sweto Roschdestwo Bogoroditschno). Das Kloster Roschen ist unter den 100 nationalen touristischen Objekten Bulgariens aufgelistet, die vom Bulgarischen Tourismusverband erstellt wurde.
Das Kloster befindet sich im bulgarischen Teil der Landschaft Makedonien und ist eines der wenigen mittelalterlichen bulgarischen Klöster, die heute gut erhalten sind. Früher unterstand das Kloster direkt dem Patriarchen (Stauropegia). Heute untersteht es der Eparchie (Bistum) Newrokop mit Sitz in Blagoewgrad (siehe dazu Bulgarisch-Orthodoxe Kirche). Das Kloster wird heute noch von Mönchen genutzt.

## Lage

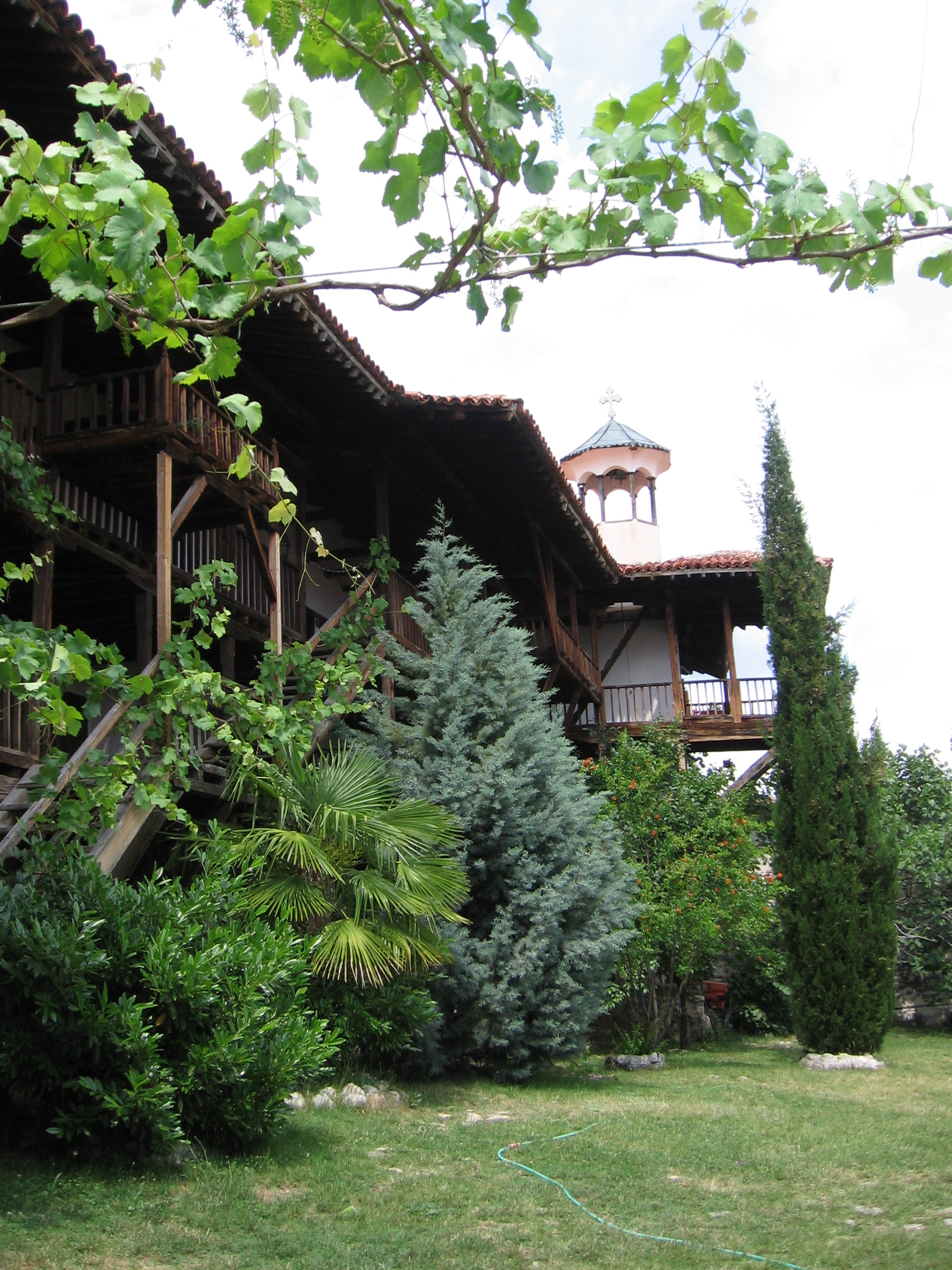
Innenhof des Roschenklosters

Das Kloster liegt abgelegen auf 585 m Höhe, in einer malerischen gebirgigen Gegend, 6 km nordöstlich von Melnik. Der Wanderweg vom Kloster Roschen (1,5 Wegstunden) führt direkt durch die markanten Sandsteinpfeiler der Pyramiden von Melnik. Die Anhöhe mit dem Klosterbau liegt oberhalb und 1 km westlich des Dorfes Roschen und 3 km südlich des Dorfes Karlanowo (bulgarisch Кърланово). Am bekanntesten von den Pyramiden von Melnik ist eine Pyramidengruppe unweit des Dorfes Karlanowo. Die dortigen Sandsteinpyramiden sind besonders groß und in unmittelbarer Nähe gibt es ein Erholungsheim und weitere Touristenunterkünfte.

## Grundriss und Innenraum
Die Klosterbauten erinnern an eine mittelalterliche Festung. Das Kloster hat den Grundriss eines unregelmäßigen Sechsecks. Ein Teil des Innenhofes wird durch Weinreben abgeschattet. Der Innenhof ist von dem Wohngebäuden mit zwei- und dreigeschossiger Umgangsgalerien umgeben. Hier befinden sich auch die Mönchszellen.

### Klosterkirche
Das Katholikon, die Klosterkirche „Heilige Geburt der Gottesmutter Mariä“ (Mariä Geburt; bulgarisch Свето Рождество Богородично Sweto Roschdestwo Bogoroditschno) dominiert mit ihren Maße (10 m × 22 m) den Klosterhof. Es handelt sich dabei um eine dreischiffige und dreikupplige Basilika. Hier gibt es einige wertvolle Ikonen zu sehen: „Die Heiligen Cosma und Damjan“ (Cosmas und Damian), „Der Einzug in Jerusalem“ (Einzug in Jerusalem) und „Die Versammlung der Erzengel“ (Versammlung der Erzengel Michael und Gabriel).
An der Südseite des Altars ist eine kleine Kapelle abgetrennt, die eine eigene holzgeschnitzte Ikonostase hat, welche der Schule von Debar zugeordnet wird. Auf ihm sind verschiedene Tierfiguren und pflanzliche Ornamente verflochten mit Szenen aus dem alten Testament dargestellt. Die einmaligen Holzschnitzereien sind aus künstlerischer Sicht eine der wichtigsten Sehenswürdigkeiten des Klosters. Ihnen ist eine bulgarische Briefmarke von 1984 gewidmet. Daneben ist das Kloster für seine gut erhaltenen Wand- (Fresken) und Glasmalereien berühmt. Der größte Teil der Wandmalereien stammt aus dem Jahr 1732. Es gibt aber auch ältere von 1597, 1611 und 1715. Ebenfalls erhalten ist das Stifterbild der Nonne Melania.
Die wundertätige Ikone der Heiligen Jungfrau, die im Besitz des Klosters ist und das Kloster „schützt“, wird in einem Sarg in der Kapelle „Heilige Kosma und Demjan“ verwahrt. Der Sage nach ist es eine der wenigen Ikonen aus geweihtem Eisen. Die Ikone ist eine Kopie aus dem Jahr 1790 der Gottesmutter von der Pforte im Kloster Iviron auf dem Athos.

## Geschichte
Der Name der Klosterkirche „Heilige Geburt Marias“ übertrug sich im Laufe der Zeit auf das nahe gelegene Dorfes Roschen (bulgarisch Рожен).
Die frühere Geschichte des Klosters ist nicht genau bekannt. Nach den Chroniken, die in Athos aufbewahrt werden, wurde das Kloster im Jahre 890 gegründet. Ein großes Feuer hat Ende des 17. Jahrhunderts die Klostergebäude beschädigt und wahrscheinlich auch das Archiv des Klosters vernichtet.

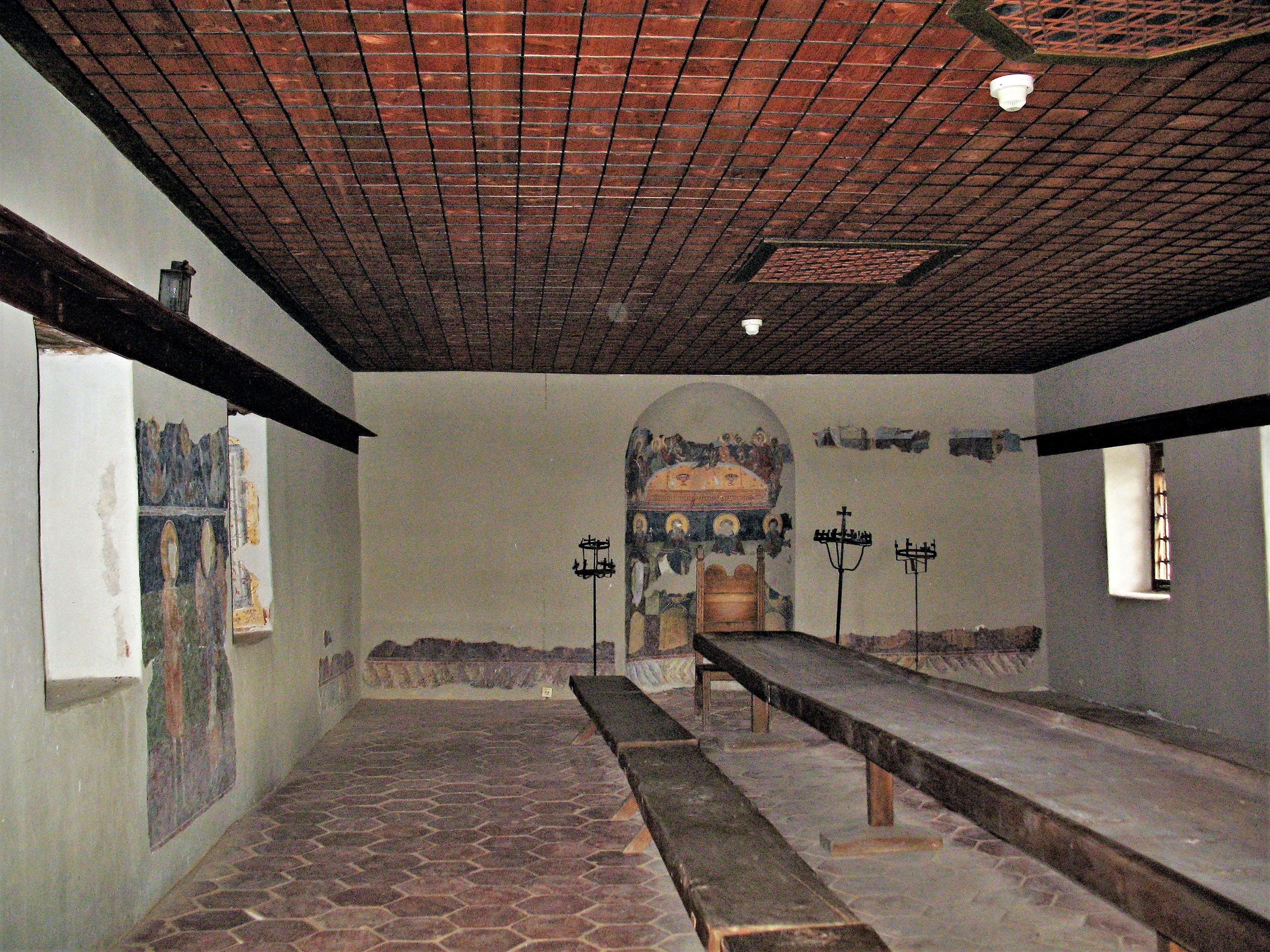
Speisesaal im Kloster (Refektorium)

Die frühesten archäologischen Belege für das Leben an diesem Ort während des Mittelalters liefert ein Grab, das bei Grabungen im Klosterhof entdeckt wurde. In ihm wurden Schmuck und einige Münzen aus der Zeit des byzantinischen Kaisers Michael VIII. Dukas Komnenos Palaiologos (Kaiser von 1259 bis 1282) gefunden. Der Marmor-Fries über dem Haupteingang der Klosterkirche stammt aus dem 13. oder 14. Jahrhundert.
Einige der Klostergebäude wurden zur Zeit des Despoten Alexius Slaw († nach 1229) erbaut.
Indirekte Hinweise für das Bestehen des Klosters im 13. Jahrhundert ergeben sich aus einer Abschrift einer griechischen Handschrift. Bis heute wird in der Grabeskirche in Jerusalem eine solche kunstvolle, mit Miniaturen verzierte Handschrift aus dem 14. Jahrhundert aufbewahrt. Noch im 14. Jahrhundert gab es hier eine kalligrafische Schule.
Die erste schriftliche Quelle für die Existenz des Klosters Roschen ist jedoch eine Notiz in einem Gesangbuch von 1551, das sich heute in der Bibliothek des Athos-Klosters Megisti Lavra befindet. Es handelt sich um die Abschrift aus einer Handschrift, die vermerkt, dass sie 1551 vom Hieromonachos Kosma angefertigt wurde, dem Klostervorsteher (Hegumen) des Klosters „Wsesweschtenata Bogorodiza Rosinotisa“ (bulgarisch Всесвещената Богородица Розинотиса).

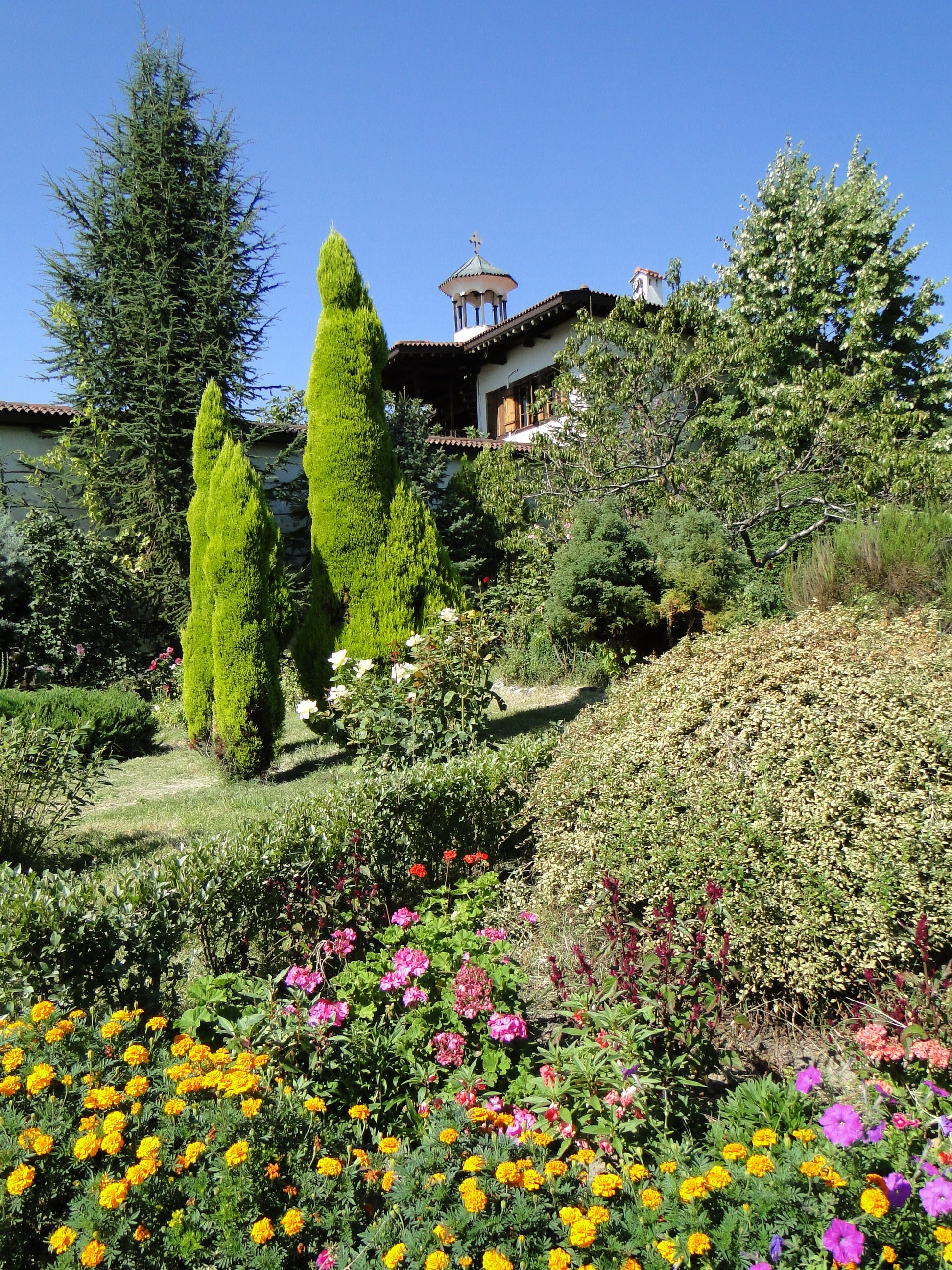
Klostergarten

Die Klosterkirche wurde vor dem 15. Jahrhundert erbaut und vor 1597 mit Fresken ausgemalt – einige der Fresken (Wandmalereien) sind aus dieser Zeit erhalten geblieben. Die Fresken der Südfassade stammen aus 1611. In dem Zeitraum zwischen 1662 und 1674 wurde das Kloster durch einen Brand stark beschädigt, der die Bibliothek zerstört und auch die meisten Gebäude stark in Mitleidenschaft zog.
Im 16. Jahrhundert erlebte das Kloster Roschen einen Aufschwung. Mitte des 16. Jahrhunderts wurde der heutige Südflügel des Klosters und die Hauptkirche (Katholikon) gebaut. Ende des 16. Jahrhunderts wurden die Kirche und der Speisesaal (Refektorium) mit Wandmalereien versehen. Anfang des 17. Jahrhunderts wurde die Südfassade der Hauptkirche bemalt, 1662 wurde aus das neugebaute Beinhaus (Ossarium) des Klosters mit Fresken bemalt. Nach einem weiteren Brand in der zweiten Hälfte des 17. Jahrhunderts verschlechterte sich die Situation für das Kloster. Anfang des 18. Jahrhunderts wurde das Kloster mit finanzieller Unterstützung durch reiche Bulgaren aus dem ganzen Land wieder instand gesetzt. Die Rekonstruktion begann 1715, die Arbeiten an der Kirche wurden 1732 abgeschlossen, erst seitdem hat die Kirche ihr heutiges Aussehen. In der zweiten Hälfte des 18. Jahrhunderts verlor das Kloster wegen wirtschaftlicher Schwierigkeiten seine Selbständigkeit und wurde eine Filiale (Metochi) des georgischen Klosters Iviron auf dem Berg Athos.
Anfang des 19. Jahrhunderts wurde der Bau am Kloster fortgesetzt. Zu dieser Zeit war das Kloster ein regionales geistiges Zentrum und besaß viele Ländereien in der Umgebung. Ende des 19. und Anfang des 20. Jahrhunderts verfiel das Kloster erneut.
200 m östlich des Klosters liegt das Grab des bulgarischen Revolutionärs Jane Sandanski (1872–1915). Er ist in der Kirche „Heilige Kyrill und Method“ (Kyrill und Method) begraben, die von 1912 bis 1914 auf seine Initiative hier erbaut wurde.
Jährlich am 8. September findet das Klosterfest (S. Mariä Geburt) statt, zu dem sich die Leute aus der Umgebung versammeln.